# Nicolae Neagu (politician)
Nicolae Neagu (n. 6 decembrie 1959, Sibiu, România) este un senator român ales în județul Sibiu pe listele partidului PD și ulterior PNL.